# 피터 벡시
피터 벡시(영어: Peter Vecsey, 1943년 ~ )는 농구에 전문적인 미국의 스포츠 칼럼니스트이자 분석가이다. 벡시는 최근에 NBA에 관해 뉴욕 포스트에서 칼럼을 쓴다. 그는 이전에 TBS에서 분석가 일을 했으며, 최근에 NBC의 NBA TV라는 프로그램에서 분석가 일을 한다. 그의 형은 조지 벡시로, 뉴욕 타임스의 칼럼니스트이다. 그의 별명은 "The Viper"(독사 같은 인간)이며 냉소적이고 비꼬는 스타일로 알려져 있다.